# Michail Spiridonovič Gvozděv
Michail Spiridonovič Gvozděv (rusky Михаил Спиридонович Гвоздев) (1700/1704? – po roce 1759?) byl ruský vojenský zeměměřič, námořník, kartograf a průzkumník Ochotského moře. Dlouho byl nesprávně pokládán za prvního objevitele Aljašky.

## Životopis
Gvozděv se narodil do rodiny vojáka Semjonovského gardového pluku. V letech 1716–1719 studoval na moskevské Škole matematických a navigačních nauk, v letech 1719–1721 studoval na petrohradské Akademii námořní stráže. V roce 1721 byl jako geodet přidělen do Novgorodu, aby popsal řeky a místa vhodná pro rozmístění dragounských a pěších pluků. Této práci se věnoval až do roku 1725, kdy se vrátil zpět na Akademii námořní stráže, aby pokračoval v dalších studiích. V roce 1727 byl přidělen jako geodet do expedice jakutského atamana Afanasije Šestakova.

### První kamčatská expedice
Na podzim roku 1730 dorazil přes Ochotsk na Kamčatku, kde prozkoumal západní i východní pobřeží poloostrova. Poté co přečkal extrémně mrazivou a hladovou zimu v Nižněkamčatsku, byl přidělen jako geodet k expedici Ivana Fjodorova s lodí Svatý Gabriel. Původně kormidelník Fjodorov byl Jacobem Gensem jmenován velitelem expedice poté, co samotný Jacob Gense onemocněl. Ivan Fjodorov odmítal funkci velitele přijmout, po mrazivé zimě trpěl kurdějemi, hladem a po zimním pobytu na nevytopené lodi mu natékaly nohy, přesto se nakonec nechal k velení expedice přesvědčit. Již od začátku výpravy se Gvozděv s Fjodorovem neshodli prakticky na ničem. Fjodorov byl zkušený mořeplavec a kormidelník, ale oslabený nemocí, zatímco mladý ambiciózní Gvozděv měl plno teoretických znalostí, ale prakticky žádné zkušenosti.
Expedice vyplula z Nižněkamčatsku a zamířila na sever k ústí Anadyru a poté k nejvýchodnějšímu místu Asie, dnešní Děžněvovu mysu. Posádka postrádala mapy dané oblasti a neměla ani žádné informace o plavbách Semjona Děžňova a Fjodota Popova, kteří se těmito místy plavili před nimi. Jedinou informaci, kterou expedice měla, byla zpráva o existujícím průlivu, kterým se dalo proplout ze Severního ledového oceánu do Tichého oceánu. Informace pocházely z cesty Vita Beringa a Alexeje Čirikova, kteří sice průliv objevili, ale nespatřili americké pobřeží Aljašky. Když při plavbě podél pobřeží objevili místní domorodý kmen Čukčů, tak se je Gvozděv pokusil přesvědčit k placení daně, tzv. jasaku, ale jeho jednání nebylo úspěšné. Domorodí Čukčové nejevili zájem ani o výměnný obchod. Svatý Gabriel poté pokračoval dále na východ od asijských břehů do míst, kde Beringova expedice v průlivu spatřila ostrov a který pojmenovala Diomédůvým ostrovem. Když k tomuto ostrovu dopluli Gvozděv s Fjodorovem, zjistili, že se nejedná o ostrov, ale souostroví skládající se ze dvou větších a několika menších ostrovů. Gvozděv je zmapoval, zakreslil a popsal. Na mapách se pak později uváděly jako Gvozděvovy ostrovy.
Z východního pobřeží východního ostrova Gvozděvova souostroví uviděli dále na východ pobřeží a správně usoudili, že se jedná o pobřeží Severní Ameriky, které Čukčové nazývali Velkou zemí. Byli tak první, kdo skutečně spatřil oba břehy Beringova průlivu a prvními kdo spatřili Aljašku. 21. srpna 1732 zakotvil Svatý Gabriel u nejzápadnějšího mysu Severní Ameriky, který pojmenovali mys Gvozděva, dnešní Cape Prince of Wales. Silný vítr a vysoké vlny jim neumožnily spustit čluny a přistát u břehu a tak zvedli kotvy a pokračovali podél pobřeží k jihovýchodu. Průzkum již vedl Gvozděv, protože Fjodorov byl natolik nemocný, že neměl sílu vstát ani z lůžka. Podél aljašského pobřeží se plavili na jihovýchod přibližně 300 kilometrů, přičemž sledovali zalesněné břehy a zpozorovali i několik jurt domorodců. Expedici začaly docházet potraviny, loď netěsnila, při jedné z bouří se zlomil stěžeň a tak námořníci požadovali návrat. Gvozděv se vymlouval na to, že plavbu zpět může nařídit jen velitel expedice Ivan Fjodorov, který ale byl natolik nemocný, že na lůžku prakticky nevnímal okolí. Po několika dnech plavby posádka Gvozděva přesvědčila a loď se obrátila směrem na Kamčatku. Při zpáteční cestě objevila ještě menší osídlený ostrov, dnešní Kingův ostrov.
V říjnu 1732 se loď vrátila zpět do Nižněkamčatsku. Gvozděv ve spolupraci s Fjodorovem začal sepisovat zprávu z cest a vytvářet mapy. Fjodorov ale v důsledku nemoci v únoru 1733 zemřel a tak Gvozděv odeslal zprávu do Petrohradu již bez Fjodorovy asistence, což vedlo k mylné domněnce, která dlouho uváděla Gvozděva za jediného objevitele Aljašky.
Do zimy 1733 mesel zastávat dočasnou funkci velitele Kamčatky. Po hladomoru, epidemii neštovic a domorodých povstání nebyl vhodnější kandidát. Až v zimě 1733 dorazily na Kamčatku nové oddíly a tak Gvozděv předal velení novému oficiálnímu místodržícímu. V roce 1735 byl na základě falešné výpovědi obviněn a uvězněn v Tobolsku, kde byl podroben tvrdému žaláři. Až po třech letech věznění byla prokázána jeho nevina.

### Druhá kamčatská expedice
V roce 1739 prováděl průzkum Ochotského moře. Roku 1741 byl jmenován inspektorem Druhé kamčatské expedice. Na podzim 1741 se plavil na šalupě Ochotským mořem a prozkoumal více než 800 kilometrů západního pobřeží asijského kontinentu. V srpnu 1742 na vzdory silnému větru a husté mlze prozkoumal a zmapoval východní pobřeží ostrova Sachalin. V roce 1743 sestavil podrobnou mapu Beringova průlivu, která poprvé zcela odpovídala realitě.
V roce 1744 byl převelen do Tomsku, kde sloužil jako zeměměřič městského týmu admirality. Později byl přeložen do irkutské gubernie, aby zkoumal tamní půdy, zda jsou vhodné k orbě či k pastvinám. V archivech je doložena jeho žádost o odchod do důchodu v roce 1759. Další jeho osudy nejsou známy.

## Jeho odkaz
- Gvozděvovy ostrovy v Beringově úžině
- Mys Gvozděva na ostrově Sachalin